# Cipaku (Mrebet)
Cipaku is een bestuurslaag in het regentschap Purbalingga van de provincie Midden-Java, Indonesië. Cipaku telt 7148 inwoners (volkstelling 2010).